# Pike River
Pike River (significando Río de los Lucios en inglés), antiguamente Saint-Pierre-de-Véronne-à-Pike River, es un municipio perteneciente a la provincia de Quebec en Canadá. Está ubicado en el municipio regional de condado de Brome-Missisquoi en la región de Montérégie-Est.

## Geografía

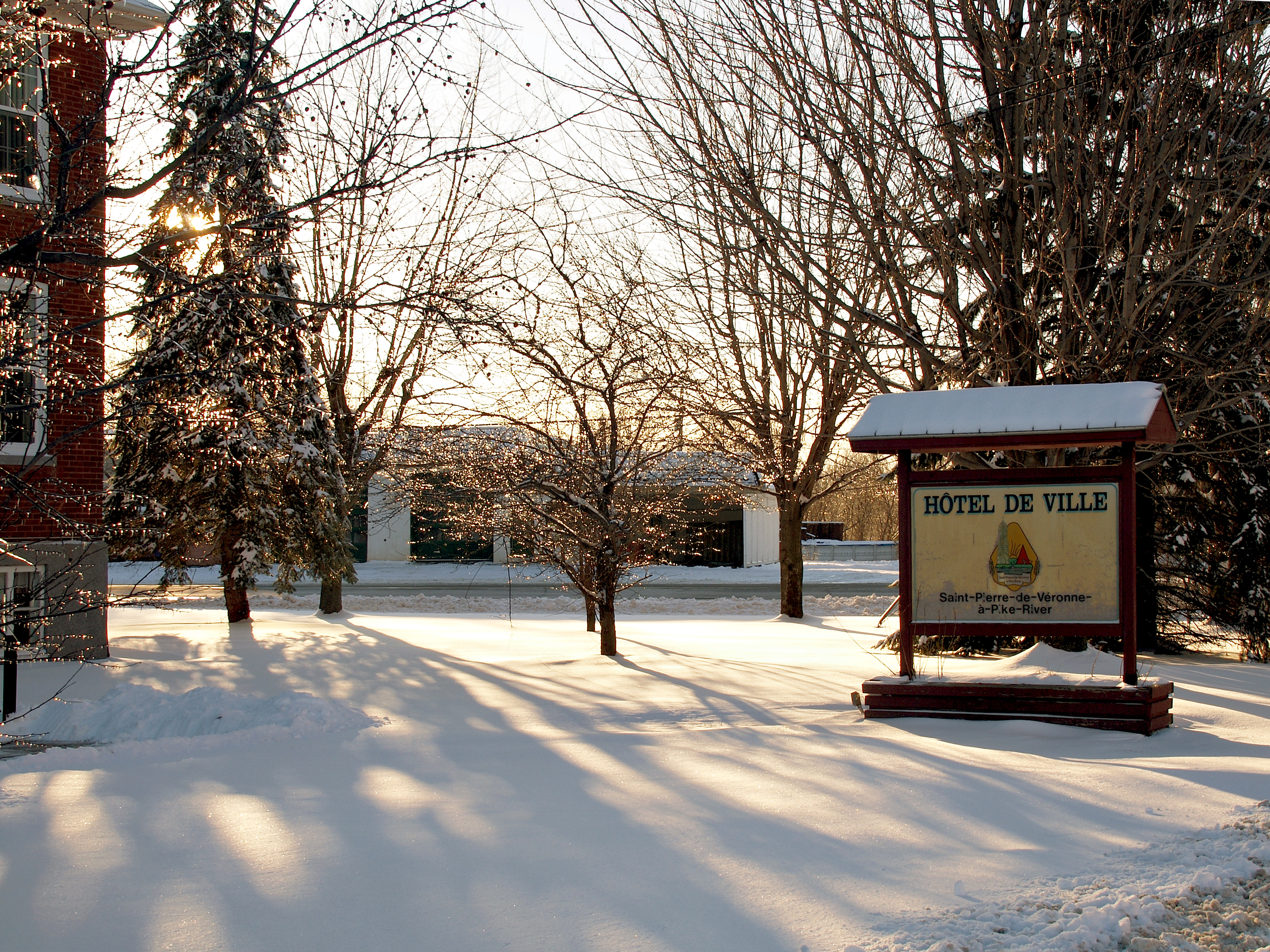
Delante del ayuntamiento

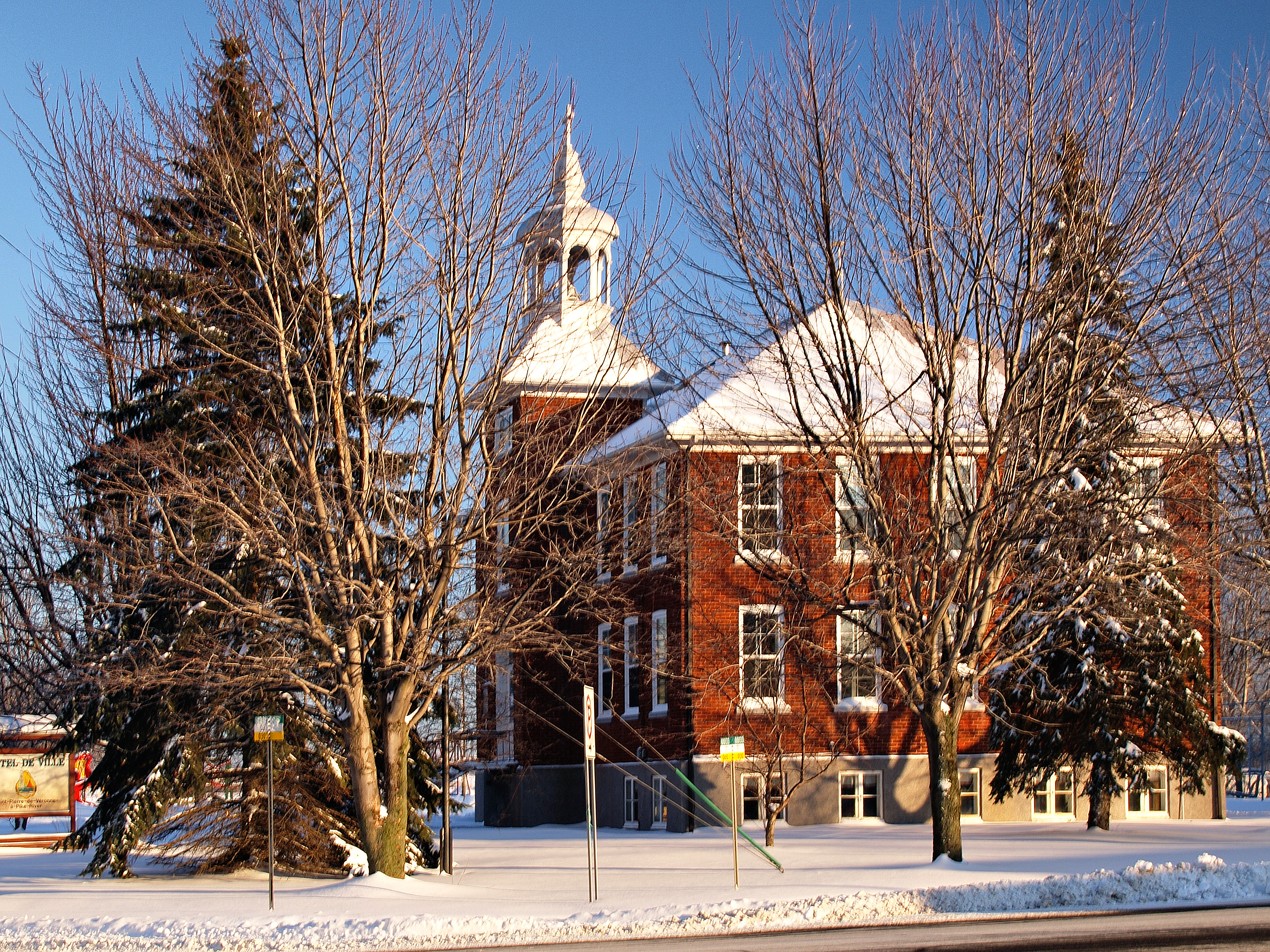
Ayuntamiento

Pike River se encuentra 10 kilómetros al norte de la frontera entre Canadá y Estados Unidos. Limita al norte con Notre-Dame-de-Stanbridge, al este con Stanbridge Station, al sur con Saint-Armand, al suroeste con Venise-en-Québec y al oeste con Saint-Sébastien. Su superficie total es de 41,61 km², de los cuales 40,95 km² son tierra firme y 0,66 km² en agua. La rivière aux Brochets (Río de los Lucios) atraviesa el centro del municipio antes de desembocar en la bahía Missisquoi, ensenada del lago Champlain.. Los arroyos au Castor, Ewing, Louis-Rocheleau y Bellefroid-Dandurand baña las diferentes partes el territorio.

## Urbanismo

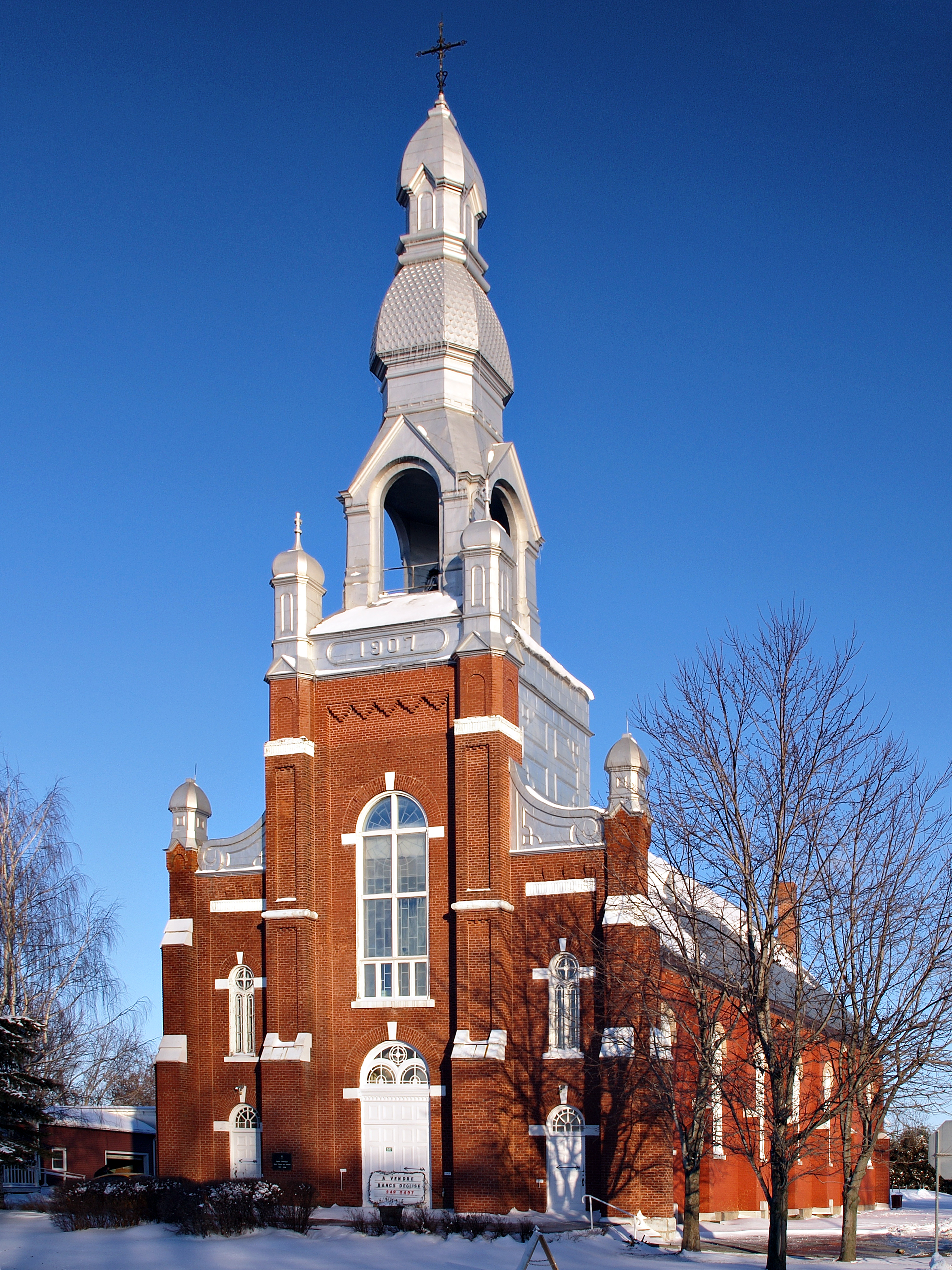
Iglesia Saint-Pierre-de-Vérone

El pueblo de Pike River se encuentra al cruce de la carretera nacional 133, la cual une Saint-Jean-sur-Richelieu al noroeste a Vermont al sur, y de la carretera regional 202, que une Lacolle al oeste a Cowansville al este. Se desarrolló en los dos márgenes de la rivière aux Brochets, el puente de la carretera 133-202 uniendo las dos partes del pueblo.

## Historia
La población se establió al inicio del siglo XIX con la construcción de un molino. La oficina de correos de Pike River abrió en 1842. La parroquia católica de Saint-Pierre-de-Vérone, recordando Pedro de Verona, fue creada en 1895. El municipio de Saint-Pierre-de-Véronne-de-Pike-River fue instituido en 1912. En 2012, cambió su nombre para el de Pike River.

## Política
El consejo municipal se compone del alcalde y de seis consejeros sin división territorial. El alcalde actual (2015) es Martin Bellefroid, que sucedió a Pierrette Alarie en 2009.
|            | 2005-2009                                                                                         | 2009-2013                                                                                     | 2013-2017                                                                                     |
| Alcalde    | Pierrette Alarie                                                                                  | Martin Bellefroid                                                                             | Martin Bellefroid                                                                             |
| Consejeros | Martin Bellefroid Angèle Breton Ernest W. Gasser Diane Marquis-St-Pierre Nadine Noël Serge Tougas | Heidi Asnong Angèle Breton Julie Fontaine Sylvie Jeannotte Marie-Pier Théberge** Serge Tougas | Jean Asnong Bianca Bozsodi Julie Fontaine Sylvie Jeannotte Marie-Pier Théberge* Gabriel Thuot |

 * Consejero al inicio del termo pero no al fin.  ** Consejero al fin del termo pero no al inicio. 
A nivel supralocal, Pike River forma parte del MRC de Brome-Missisquoi. El territorio del municipio está ubicado en la circunscripción electoral de  Brome-Missisquoi a nivel provincial y de  Brome-Missisquoi también a nivel federal.

## Demografía
Según el censo de Canadá de 2011, Pike River contaba con 525 habitantes. La densidad de población estaba de 12,9 hab./km². Entre 2006 y 2011 hubo una disminución de 17 habitantes (3,1 %). En 2011, el número total de inmuebles particulares era de 252, de los cuales 225 estaban ocupados por residentes habituales, otros siendo desocupados o residencias secundarias. La población es decrecienda y envejecida.
Evolución de la población total, 1991-2015

## Economía
La economía local es agrícola con producciones láctea, cerealista y porcina.